# Thottea tomentosa
Thottea tomentosa är en piprankeväxtart som först beskrevs av Carl Ludwig von Blume, och fick sitt nu gällande namn av Ding Hou. Thottea tomentosa ingår i släktet Thottea och familjen piprankeväxter. Inga underarter finns listade i Catalogue of Life.